# Marcin Mięciel
Marcin Mięciel, né le 22 décembre 1975 à Gdynia, est un footballeur polonais. Il évolue au poste d'attaquant, connu pour ses retournées acrobatiques. 

## Carrière

### Internationale
Le 27 août 1996, Marcin Mięciel connaît sa première sélection avec la Pologne. Contre la Nouvelle-Zélande, l'équipe polonaise s'impose 2-0, match durant lequel Mięciel rentre à la mi-temps.

### Palmarès
- Champion de Pologne : 1994, 1995 et 2002
- Coupe de Pologne : 1994, 1995 et 1997
- Supercoupe de Pologne : 1994 et 1997
- Coupe de la Ligue de Pologne : 2002
- Meilleur buteur du PAOK Salonique : 2007
- Meilleur joueur du PAOK Salonique : 2007